# Marjo Matikainen-Kallström
Marjo Tuulevi Matikainen-Kallström (ur. 3 lutego 1965 w Lohja) – fińska biegaczka narciarska i polityk.
Czterokrotna medalistka olimpijska, siedmiokrotna medalistka mistrzostw świata oraz trzykrotna zdobywczyni Pucharu Świata. Jedna z dwóch biegaczek narciarskich (obok Justyny Kowalczyk), które zdobywały kryształową kulę trzy razy z rzędu. Po zakończeniu kariery sportowej zajęła się działalnością polityczną jako parlamentarzystka krajowa i europejska.

## Kariera sportowa
W Pucharze Świata w biegach narciarskich zadebiutowała w sezonie 1984/1985. Ani razu nie stanęła wówczas na podium, ale parę razy zdobyła punkty, co pozwoliło jej zająć 36. miejsce w klasyfikacji generalnej. Pierwszy raz na podium zawodów PŚ stanęła 7 grudnia 1985 w kanadyjskim Labrador City, gdzie wygrała bieg na 5 km techniką dowolną. Łącznie 15 razy stawała na podium zawodów Pucharu Świata, w tym 7 razy zwyciężała. Najlepsze wyniki osiągała w sezonach 1985/1986, 1986/1987 i 1987/1988, kiedy to wygrywała w klasyfikacji generalnej.
Igrzyska olimpijskie w Sarajewie w 1984 były jej olimpijskim debiutem. Zajęła tam 22. miejsce w biegu na 5 km techniką klasyczną. Ponadto Finki w składzie Pirkko Määttä, Eija Hyytiäinen, Marjo Matikainen i Marja-Liisa Hämäläinen zdobyły brązowy medal w sztafecie 4 × 5 km. Największe sukcesy odniosła jednak na igrzyskach olimpijskich w Calgary. Zdobyła medale w czterech z pięciu konkurencji, w których startowała. Została mistrzynią olimpijską w biegu na 5 km techniką klasyczną. Zdobyła także drugi brązowy medal w sztafecie, w której obok niej pobiegły Pirkko Määttä, Marja-Liisa Kirvesniemi-Hämäläinen i Jaana Savolainen. Brązowy medal wywalczyła również w biegu na 10 km stylem klasycznym, w którym lepsze okazały się tylko dwie reprezentantki ZSRR: zwyciężczyni Vida Vencienė oraz druga na mecie Raisa Smietanina. Zajęła także 12. miejsce w biegu na 20 km techniką dowolną. Na późniejszych igrzyskach już nie startowała.
W 1987 wystartowała na mistrzostwach świata w Oberstdorfie. Zdobyła tam złoty medal w biegu na 5 km techniką klasyczną i srebrny w biegu na 10 km stylem klasycznym, w którym wyprzedziła ją Norweżka Anne Jahren. Na tych samych mistrzostwach zajęła także 4. miejsce w biegu na 20 km techniką dowolną. Mistrzostwa świata w Lahti w 1989 były najlepszymi i zarazem ostatnimi w jej karierze. Uzyskała tam medale we wszystkich pięciu konkurencjach. Finki w tym samym składzie co na igrzyskach w Calgary zdobyły złoty medal w sztafecie. Ponadto zdobyła indywidualnie złoty medal w biegu na 15 km techniką klasyczną, srebrny w biegu na 10 km techniką dowolną (wygrała radziecka biegaczka Jelena Välbe) oraz brązowe medale w biegach na 10 km techniką klasyczną oraz 30 km techniką dowolną.
Podczas mistrzostw świata juniorów w Murau w 1982 zdobyła srebrny medal w sztafecie, a w biegu na 5 km była czternasta. Na rozgrywanych rok później mistrzostwach świata juniorów w Kuopio zwyciężyła w sztafecie, a na 5 km była czwarta. Startowała także podczas mistrzostw świata juniorów w Trondheim w 1984, gdzie była piąta w sztafecie i siódma w biegu na 10 km.
W 1986, 1987 i 1989 była wyróżniana tytułem sportowca roku w Finlandii.

## Działalność zawodowa i polityczna
W 1992 ukończyła studia z zakresu nauk technicznych na Technicznym Uniwersytecie Helsińskim. W latach 1989–1996 pracowała w różnych przedsiębiorstwach przemysłowych.
W latach 1996–2004 przez dwie kadencje sprawowała mandat posłanki do Parlamentu Europejskiego. Zasiadała we frakcji Europejskiej Partii Ludowej.
W 2003 została po raz pierwszy wybrana w skład Eduskunty z listy Partii Koalicji Narodowej w okręgu Uusimaa, objęła go rok później po odejściu z Europarlamentu. W wyborach w 2007 i 2011 uzyskiwała reelekcję.

## Osiągnięcia

### Igrzyska olimpijskie
| Miejsce | Dzień     | Rok  | Miejscowość | Konkurencja             | Czas biegu | Strata  | Zwyciężczyni           |
| ------- | --------- | ---- | ----------- | ----------------------- | ---------- | ------- | ---------------------- |
| 22.     | 12 lutego | 1984 | Sarajewo    | 5 km stylem klasycznym  | 17:04,0    | +1:17,6 | Marja-Liisa Hämälainen |
| 3.      | 15 lutego | 1984 | Sarajewo    | Sztafeta 4 × 5 km       | 1:06:49,7  | +4:22,6 | Norwegia               |
| 3.      | 14 lutego | 1988 | Calgary     | 10 km stylem klasycznym | 30:08,3    | +12,2   | Vida Vencienė          |
| 1.      | 17 lutego | 1988 | Calgary     | 5 km stylem klasycznym  | 15:04,0    | –       | –                      |
| 3.      | 21 lutego | 1988 | Calgary     | Sztafeta 4 × 5 km       | 59:51,1    | +2:02,7 | ZSRR                   |
| 12.     | 25 lutego | 1988 | Calgary     | 20 km stylem dowolnym   | 55:33,6    | +2:57,1 | Tamara Tichonowa       |

### Mistrzostwa świata
| Miejsce | Dzień     | Rok  | Miejscowość | Konkurencja             | Czas biegu | Strata  | Zwyciężczyni        |
| ------- | --------- | ---- | ----------- | ----------------------- | ---------- | ------- | ------------------- |
| 2.      | 13 lutego | 1987 | Oberstdorf  | 10 km stylem klasycznym | 31:49,5    | +0,8    | Anne Jahren         |
| 1.      | 16 lutego | 1987 | Oberstdorf  | 5 km stylem klasycznym  | 14:45,7    | –       | –                   |
| 6.      | 18 lutego | 1987 | Oberstdorf  | Sztafeta 4 × 5 km       | 58:08,8    | +2:13,2 | ZSRR                |
| 4.      | 20 lutego | 1987 | Oberstdorf  | 20 km stylem dowolnym   | 57:20,5    | +1:13,7 | Marie-Helene Westin |
| 3.      | 17 lutego | 1989 | Lahti       | 10 km stylem klasycznym | 29:19,0    | +53,9   | Larisa Łazutina     |
| 2.      | 19 lutego | 1989 | Lahti       | 10 km stylem dowolnym   | 27:04,5    | +32,2   | Jelena Välbe        |
| 1.      | 21 lutego | 1989 | Lahti       | 15 km stylem klasycznym | 47:46,6    | –       | –                   |
| 1.      | 23 lutego | 1989 | Lahti       | Sztafeta 4 × 5 km       | 54:49,8    | –       | –                   |
| 3.      | 25 lutego | 1989 | Lahti       | 30 km stylem dowolnym   | 1:29:59,7  | +30,9   | Jelena Välbe        |

### Mistrzostwa świata juniorów
| Miejsce | Dzień    | Rok  | Miejscowość | Konkurencja             | Wynik   | Strata  | Zwyciężczyni        |
| ------- | -------- | ---- | ----------- | ----------------------- | ------- | ------- | ------------------- |
| 14.     | ? marca  | 1982 | Murau       | 5 km stylem klasycznym  | 14:07,4 | +45,5   | Hanne Krogstad      |
| 2.      | ? marca  | 1982 | Murau       | Sztafeta 3 × 5 km       | 46:25,3 | +8,9    | Norwegia            |
| 4.      | 11 marca | 1983 | Kuopio      | 5 km stylem klasycznym  | 14:29,5 | +9,0    | Swietłana Sacharowa |
| 1.      | ? marca  | 1983 | Kuopio      | Sztafeta 3 × 5 km       | 44:49,0 | –       | –                   |
| 7.      | 3 lutego | 1984 | Trondheim   | 10 km stylem klasycznym | 32:48,5 | +52,5   | Swietłana Sacharowa |
| 5.      | 5 lutego | 1984 | Trondheim   | Sztafeta 3 × 5 km       | 52:27,8 | +1:53,6 | Norwegia            |

### Puchar Świata

#### Miejsca w klasyfikacji generalnej
- sezon 1984/1985: 36.
- sezon 1985/1986: 1.
- sezon 1986/1987: 1.
- sezon 1987/1988: 1.
- sezon 1988/1989: 11.

#### Zwycięstwa w zawodach
| Nr | Dzień     | Rok  | Miejscowość   | Konkurencja             |
| -- | --------- | ---- | ------------- | ----------------------- |
| 1. | 7 grudnia | 1985 | Labrador City | 5 km stylem dowolnym    |
| 2. | 2 marca   | 1986 | Lahti         | 5 km stylem klasycznym  |
| 3. | 16 lutego | 1987 | Oberstdorf    | 5 km stylem klasycznym  |
| 4. | 28 lutego | 1987 | Lahti         | 5 km stylem dowolnym    |
| 5. | 15 marca  | 1987 | Kawgołowo     | 10 km stylem klasycznym |
| 6. | 17 lutego | 1988 | Calgary       | 5 km stylem klasycznym  |
| 7. | 17 marca  | 1988 | Oslo          | 30 km stylem klasycznym |

#### Miejsca na podium
| Nr  | Dzień      | Rok  | Miejscowość   | Konkurencja             | Miejsce | Zwycięzca       |
| --- | ---------- | ---- | ------------- | ----------------------- | ------- | --------------- |
| 1.  | 7 grudnia  | 1985 | Labrador City | 5 km stylem dowolnym    | 1       | –               |
| 2.  | 13 grudnia | 1985 | Biwabik       | 10 km stylem klasycznym | 3       | Britt Pettersen |
| 3.  | 2 marca    | 1986 | Lahti         | 5 km stylem klasycznym  | 1       | –               |
| 4.  | 8 marca    | 1986 | Falun         | 30 km stylem klasycznym | 2       | Britt Pettersen |
| 5.  | 13 lutego  | 1987 | Oberstdorf    | 10 km stylem klasycznym | 2       | Anne Jahren     |
| 6.  | 16 lutego  | 1987 | Oberstdorf    | 5 km stylem klasycznym  | 1       | –               |
| 7.  | 28 lutego  | 1987 | Lahti         | 5 km stylem dowolnym    | 1       | –               |
| 8.  | 7 marca    | 1987 | Falun         | 30 km stylem dowolnym   | 2       | Anette Bøe      |
| 9.  | 15 marca   | 1987 | Kawgołowo     | 10 km stylem klasycznym | 1       | –               |
| 10. | 14 lutego  | 1988 | Calgary       | 10 stylem klasycznym    | 3       | Vida Vencienė   |
| 11. | 17 lutego  | 1988 | Calgary       | 5 km stylem klasycznym  | 1       | –               |
| 12. | 17 marca   | 1988 | Oslo          | 30 km stylem klasycznym | 1       | –               |
| 13. | 17 lutego  | 1989 | Lahti         | 10 km stylem klasycznym | 3       | Larisa Łazutina |
| 14. | 19 lutego  | 1989 | Lahti         | 10 km stylem dowolnym   | 2       | Jelena Välbe    |
| 15. | 25 lutego  | 1989 | Lahti         | 30 km stylem dowolnym   | 3       | Jelena Välbe    |